# SS Savannah
SS Savannah je prvi parobrod koji je preplovio Atlantski ocean.

## Povijest
Savannah je na svoje putovanje krenuo 22. svibnja 1819. iz istoimene luke u američkoj federalnoj državi Georgia. Mnogi su tada smatrali kako parobrodi jednostavno nisu isplativi za prekooceansku plovidbu jer su bili prisiljeni veliki dio teretnog prostora koristiti za ugljen. Sam Savannah je uz parni stroj imao i jedra, a umjesto ugljena je kao gorivo korišteno drvo. Parni stroj je korišten samo u određenim dijelovima putovanja.
Korištenje parnog stroja pred irskom obalom je izazvalo zbunjenost kod britanskih vlasti, koje su, ne znajući da je riječ o parobrodu, pretpostavili da je na brodu izbio požar. Carinski brod poslan kako bi pomogao posadi je ustanovio kako tajanstveni brod ništa ne može prestići. 
Pri dolasku u luku Liverpool 20. lipnja 1819., Savannah je izazvao veliki šok u britanskoj javnosti. Kraljevska ratna mornarica ga je privremeno zaplijenila kako bi bila sigurna da to plovilo neće biti iskorišteno za spašavanje Napoleona Bonaparte, tada zatočenog na Sv. Heleni.